# Souhvězdí Blíženců
Blíženci (latinsky Gemini – „dvojčata“, symbol , Unicode ♊) jsou jedním ze souhvězdí zvěrokruhu a nacházejí se na severní obloze. Souhvězdí Blíženců leží částečně v Mléčné dráze. Je nejlépe pozorovatelné na zimní obloze a lze ho nalézt mezi souhvězdím Býka, které leží západně, a Raka, ležícím východně od Blíženců. Dalším možným způsobem jak najít toto souhvězdí, je postupovat ve směru spojnice hvězd β a α souhvězdí Orionu, která míří ke hvězdám Castor a Pollux v Blíženci.

## Původ jména
Toto souhvězdí představuje dvojčata Castora a Polydeuka (Polluka), kteří pluli s Iásónem a argonauty pro zlaté rouno. Otcem Polydeuka byl Zeus, který v podobě labutě svedl jejich matku, spartskou královnu Ledu, zatímco Castorův otec byl Ledin manžel, spartský král Tyndareós. Oba se vylíhli z vejce. Polydeukes se od bratra lišil tím, že byl nesmrtelný a po smrti svého bratra směl vstoupit na Olymp. Tam ale prosil Dia, aby směl jeden den trávit na Olympu a druhý den s bratrem v podsvětí. Za odměnu je Zeus proměnil v souhvězdí Blíženců. Dvě nejjasnější hvězdy se proto jmenují Pollux a Castor. V římské mytologii byly hvězdy pojmenovány podle Romula a Rema.

## Grafická vizualizace

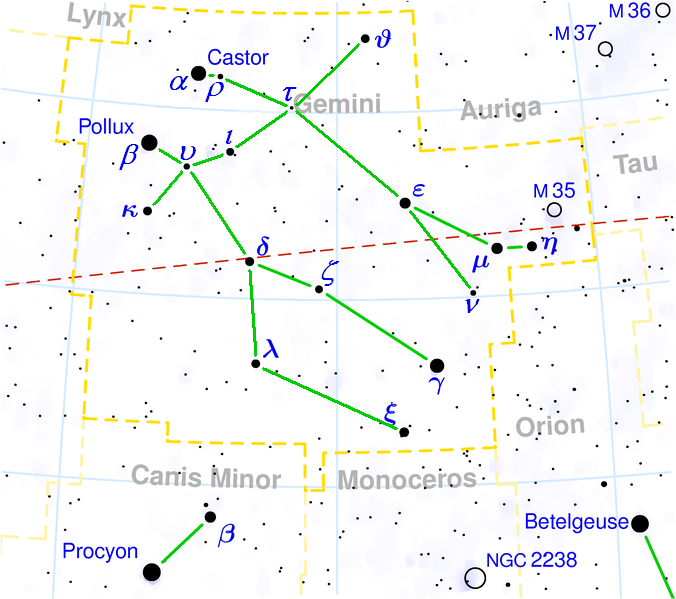
Diagram cesty ke spojení hvězd v souhvězdí Blíženců. Je vidět dvojčata držící se za ruce.

Hvězdy v tomto souhvězdí mohou být alternativně spojeny tak, že vzniknou postavy dvojčat držící se za ruku.
Dvojče vpravo je Castor, jehož nejjasnější hvězdou je Castor (alfa Geminorum) s magnitudou hodnoty 2 a představující Castorovu hlavu. Vlevo od něj je Pollux, jehož nejjasnější hvězda beta Geminorum (známější jako Pollux) má magnitudu 1,14 a představuje Polluxovu hlavu.
Zbytek Polluxovy hlavy je představován hvězdou upsilon Geminorum, Polluxova pravá ruka pak hvězdou iota Geminorum, zatímco levá hvězdou kappa Geminorum: všechny tyto tři hvězdy mají magnitudu velikosti 4. Polluxova pánev je představována hvězdou delta Geminorum, Polluxovo pravé koleno zeta Geminorum, Polluxova pravá noha pak gamma Geminorum, Polluxovo levé koleno lambda Geminorum a jeho levá noha ksí Geminorum. Gamma Geminorum je hvězdou druhé magnitudy, zatímco delta a ksí Geminorum třetí magnitudy.
Castorova pánev je představována hvězdou tau Geminorum, Castorova levá ruka iotou Geminorum (kterou sdílí s Polluxem), Castorova pravá ruka thetou Geminorum: všechny tyto tři hvězdy jsou čtvrté magnitudy.
Castorova pánev je představována hvězdou epsilon Geminorum, levá noha ný Geminorum, pravá noha hvězdami mí Geminorum a eta Geminorum: hvězdy epsilon, mí a eta Geminorum jsou třetí magnitudy.

## Objekty v souhvězdí Blíženců

### Významné hvězdy
- β Geminorum (Pollux) – Červený obr s hvězdnou velikostí 1,1m, je vzdálená 34 světelných let od Slunce.[2]
- α Geminorum (Castor) – Vícenásobná soustava, jasnost hlavní hvězdy je 1,6m. Vzdálená 52 světelných let od Slunce.
- γ Geminorum (Alhena) – Modrobílý podobr zářící jasností 1,9m. Od Slunce vzdálen 105 světelných let.
- δ Geminorum (Wasat) – Dvojnásobná soustava – bílá hvězda (3,5 mag) a oranžový trpaslík (8,2 mag). Vzdálenost 60 světelných let od Slunce.
- ε Geminorum (Mebsuta) – Žlutý veleobr vzdálený 900 světelných let od Slunce zářící jasností 3,0m.
- ζ Geminorum – Proměnná hvězda s periodou 10,2 dne. Jasnost se pohybuje v rozmezí 3,6-4,2 magnitudy. Vzdálená 1200 světelných let od Slunce.
- η Geminorum (Propus) – Trojnásobný systém rudých a žlutých obrů, hlavní hvězda je proměnná v rozsahu 3,1m-3,9m, její vzdálenější společník má magnitudu 6,5m.

### Hvězdokupy
- M35 – Otevřená hvězdokupa vzdálená 2 800 světelných roků od Slunce. Její hvězdná velikost je 5,1 mag, takže je za velmi příznivých podmínek viditelná i pouhým okem. Několik hvězd v ní ukáže i triedr.[2]
- NGC 2158 – Je to nezvykle bohatá a velmi stará otevřená hvězdokupa s jasností 8,6 mag vzdálená od Slunce 16 500 světelných roků.
- NGC 2129 – Toto je naopak velmi mladá otevřená hvězdokupa vzdálená od Slunce možná až 7 000 světelných let. Její jasnost je 6,7 mag.
- NGC 2266 – Stará otevřená hvězdokupa vzdálená od Slunce asi 10 000 světelných let, která má kvůli tomu jasnost pouze 9,5 mag.
- NGC 2331 – Jde o velmi starou a poměrně chudou otevřenou hvězdokupu, která je od Slunce vzdálená 4 200 světelných let. Má jasnost 8,5 mag.
- NGC 2420 – Toto je také velmi stará otevřená hvězdokupa, její stáří se odhaduje na asi 2 miliardy let. Má asi tisíc členů, od Slunce je vzdálená 8 200 světelných let a má jasnost 8,3 mag.
- NGC 2395 – Další stará otevřená hvězdokupa, která je od Slunce vzdálena pouze 1 670 světelných let, ale má málo členů, takže má pouze 8. hvězdnou velikost.
- NGC 2355 – Tato otevřená hvězdokupa je také stará, od Slunce je vzdálená 6 400 světelných let a dosahuje pouze 10. hvězdné velikosti.
- NGC 2304 – Stejnou 10. hvězdnou velikost má i tato otevřená hvězdokupa, protože je od Slunce vzdálená 14 400 světelných let.
- Koposov 2 – Tato kulová hvězdokupa byla objevena v roce 2007 a od Slunce je vzdálená 130 000 světelných let, takže je velmi slabá a je zcela mimo dosah běžných dalekohledů.

### Mlhoviny
- IC 443 Medúza – Difúzní mlhovina, zbytek po supernově. Od Slunce je vzdálená asi 5 000 světelných let a má jasnost 12,0 mag.
- IC 444 – Reflexní mlhovina
- NGC 2371 – Planetární mlhovina vzdálená od Slunce asi 5 700 světelných let, samotná mlhovina má jasnost 11 mag a její ústřední hvězda má jasnost 15,5 mag.
- NGC 2392 – Tato planetární mlhovina vzdálená 4 100 světelných let od Slunce patří se svou jasností 9,1 mag mezi nejjasnější planetární mlhoviny na pozemské obloze.

## Galerie

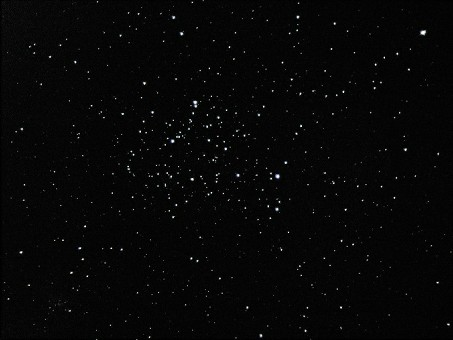
Hvězdokupa M 35
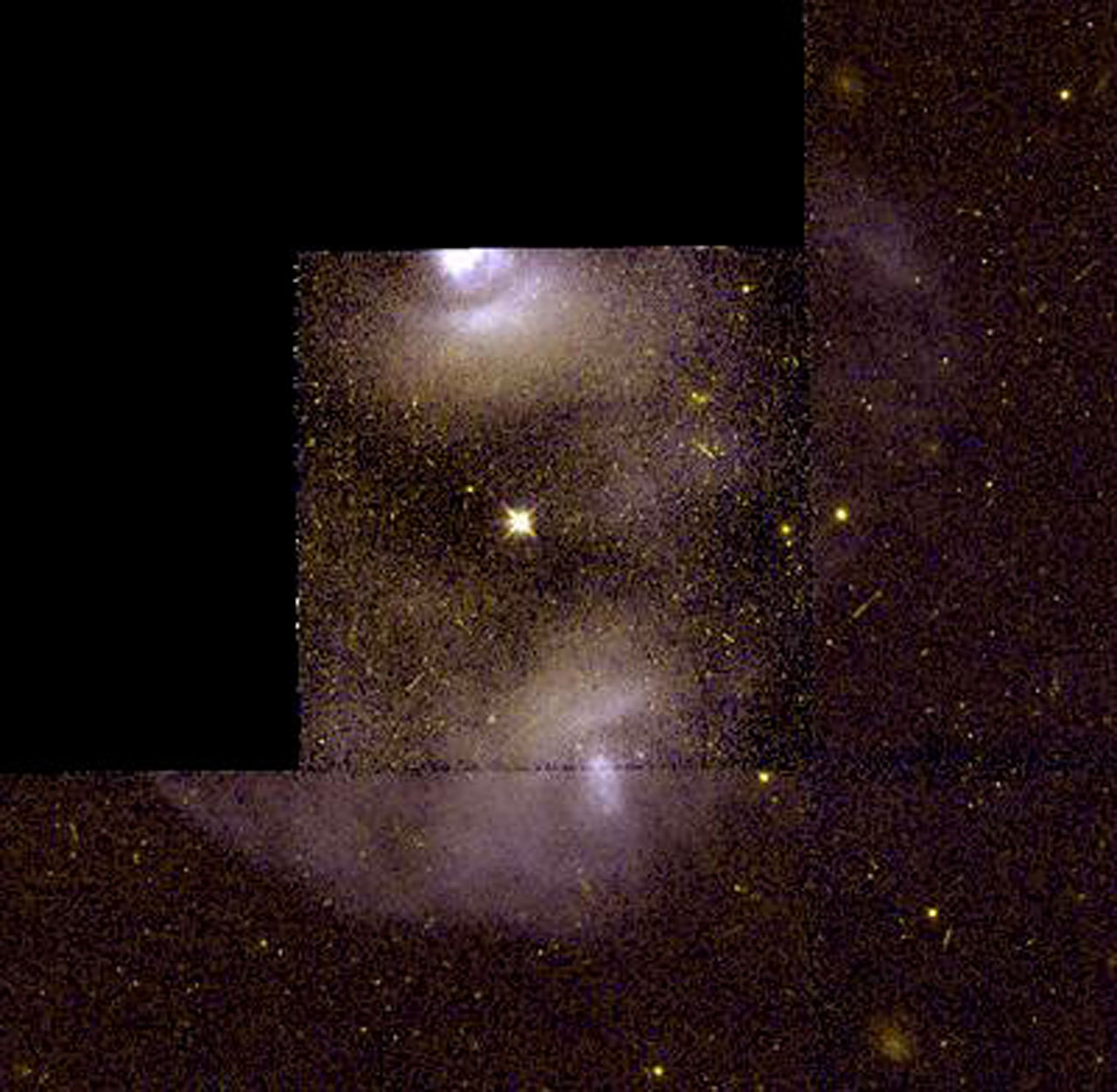
NGC 2371
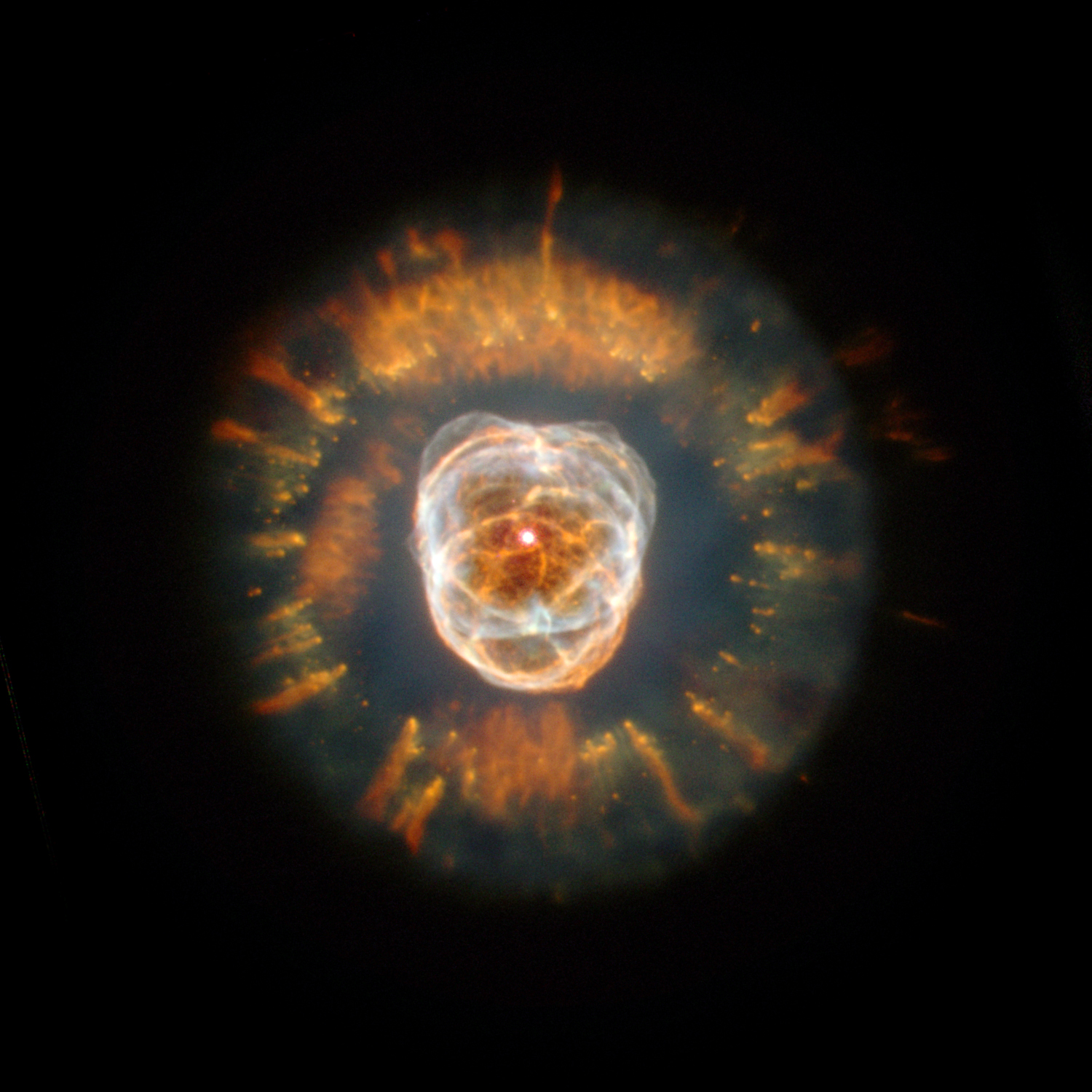
Mlhovina Eskymák
Zjevující se Blíženci
Hvězdy Blíženců
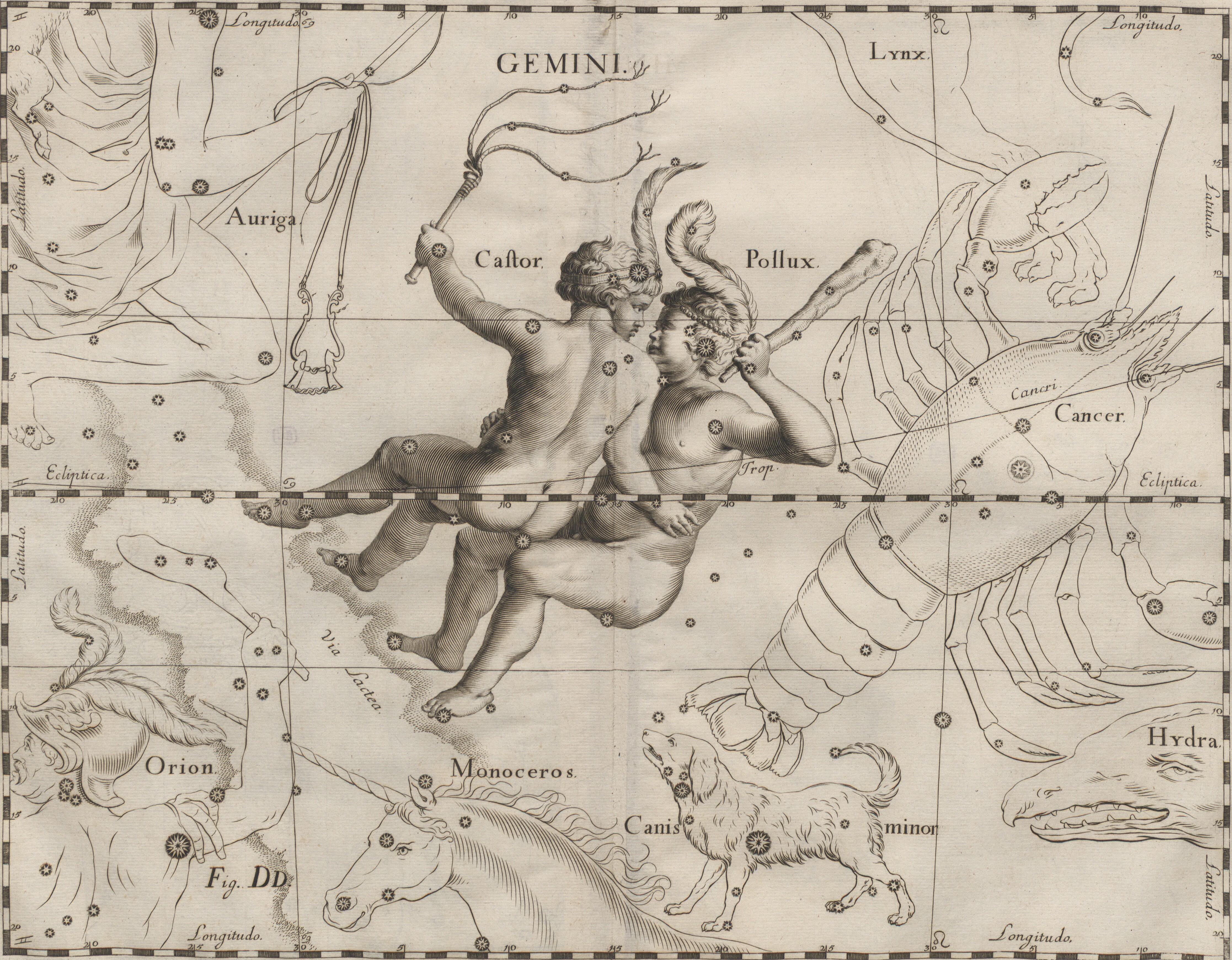
Kresba Blíženců zhotovená Heveliem